# اسوین یکم
اسون ریش‌چنگالی (زادهٔ حدود ۹۶۰ میلادی - درگذشتهٔ ۳ فوریهٔ ۱۰۱۴ میلادی) پادشاه دانمارک، انگلستان و بخش‌هایی از نروژِ کنونی بود.
او رهبر وایکینگها پدر کانوت بزرگ و فرزند هارالد دندان‌آبی بود.
وی که با مرگ پدر، پادشاه دانمارک شد، بر بخش‌های بسیاری از نروژ دست یازید و با کوشش بسیار در ۱۰۱۳ میلادی پادشاه انگلستان گردید.
لقب «ریش‌چنگالی» به‌دلیل آرایش ویژهٔ ریشش بدو شاخه داده شده‌بود.
اسون در ۱۰۱۴ میلادی درگذشت و پس از او پسر بزرگش با عنوان هارالد دوم به پادشاهی دانمارک رسید.

## تلفظ نامش در زبان‌های مختلف
( در نوشته‌های آنگلوساکسون: Sweyn I Forkbeard؛ در انگلیسی: Sven the Dane اسون دانمارکی؛ نروژی باستان: Sveinn Tjúguskegg؛ نروژی: Svein Tjugeskjegg؛ سوئدی: Sven Tveskägg؛ دانمارکی: Svend Tveskæg در اصل Tjugeskæg یا Tyvskæg )